# (8527) Katayama
(8527) Katayama (1992 SV12) – planetoida z pasa głównego asteroid okrążająca Słońce w ciągu 3,4 lat w średniej odległości 2,26 au. Odkryta 28 września 1992 roku.